# Jair Dalle Molle
Jair Júnior Dalle Molle (Lagoa Vermelha, 8 aprile 1982) è un giocatore di calcio a 5 brasiliano.

## Carriera
Portato in Italia nel 2003 dall'Atletico Palermo, con i rosa nero gioca due stagioni mettendo a segno 38 gol in Serie A prima di trasferirsi alla Luparense con cui firma un contratto triennale. A San Martino di Lupari recita un ruolo da comprimario, contribuendo tuttavia alla vittoria di una Coppa Italia. Per trovare maggior continuità, la stagione successiva scende di categoria accordandosi con la Canottieri Belluno. A Belluno si trattiene per tre campionati di Serie A2, ritrovando la costanza realizzativa che lo aveva contraddistinto a Palermo. Nella stagione 2009-10 viene ceduto in prestito al Cagliari in Serie A, con la cui maglia realizza 19 gol che traghettano la squadra ai play-out salvezza. La positiva annata del pivot attira le attenzioni dell'Acqua e Sapone che ne acquista le prestazioni sportive dal Belluno. La parentesi in Abruzzo è di breve durata e il giocatore nel dicembre seguente fa ritorno al Cagliari senza riuscire tuttavia a ripetersi: al termine della stagione i sardi retrocedono in A2. Le ultime due stagioni in Italia le gioca in questa categoria, indossando le maglie di Civitanova, CSG Putignano e PesaroFano. Nel febbraio 2013 il giocatore rescinde il contratto con i rossiniani e fa ritorno in patria. Nel 2014 si accorda con il Lagoa Futsal, neonata società della sua città natale iscritta al campionato gaúcho.

## Palmarès

### Competizioni nazionali
- Coppa Italia: 1

Luparense: 2005-06